# Пёлково
Пёлково — деревня в Толмачёвском городском поселении Лужского района Ленинградской области.

## История
Впервые упоминается в Писцовой книге Водской пятины 1500 года, как деревня Пелково в Никольском Бутковском погосте Новгородского уезда.
На карте Санкт-Петербургской губернии Ф. Ф. Шуберта 1834 года, обозначена деревня Пелково, состоящая из 45 крестьянских дворов.

ПЕЛКОВО — деревня принадлежит Ораниенбаумскому дворцовому правлению, число жителей по ревизии: 127 м. п., 170 ж. п. (1838 год)

По данным на 1848 год деревню населяли ижоры: 127 м. п. и 170 ж. п., всего 297 человек.
Деревня Пелкова из 45 дворов отмечена на карте профессора С. С. Куторги 1852 года.

ПЕЛЬКОВА — деревня Дворцового правления, по просёлочной дороге, число дворов — 47, число душ — 121 м. п. (1856 год)

ПЕЛКОВО — деревня Дворцового ведомства при реках Меленке и Чёрной, число дворов — 56, число жителей: 126 м. п., 117 ж. п. (1862 год)

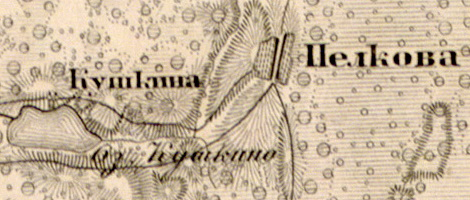
Деревня Пёлково на карте 1863 года

Согласно карте из «Исторического атласа Санкт-Петербургской Губернии» 1863 года деревня называлась Пелкова.
Сборник Центрального статистического комитета описывал её так:

ПЕЛКОВА — деревня бывшая удельная, дворов — 48, жителей — 279; лавка. (1885 год)

В XIX — начале XX века деревня административно относилась к Луговской волости 1-го земского участка 1-го стана Лужского уезда Санкт-Петербургской губернии.
По данным «Памятной книжки Санкт-Петербургской губернии» за 1905 год деревня называлась Пелково.
С 1917 по 1924 год деревня находилась в составе Пелковского сельсовета Луговской волости Лужского уезда, затем была передана в состав Долговского сельсовета.
С 1926 по 1927 год — в Долговском сельсовете Толмачёвской волости.
В 1928 году население деревни составляло 286 человек.
По данным 1933 года деревня Пелково входила в состав Долговского сельсовета Лужского района.
Деревня была освобождена от немецко-фашистских оккупантов 7 февраля 1944 года.
С 1954 года — в составе Толмачёвского сельсовета Лужского района.
В 1958 году население деревни составляло 84 человека.
По данным 1966, 1973 и 1990 годов деревня Пёлково входила в состав Толмачёвского сельсовета.
В 1997 году в деревне Пёлково Толмачёвской волости проживали 7 человек, в 2002 году — 5 человек (все русские).
В 2007 году в деревне Пёлково Толмачёвского ГП проживали 3 человека.

## География
Деревня расположена в северо-восточной части района на автодороге 41К-697 (Долговка — Пёлково).
Расстояние до административного центра поселения — 25 км.
Расстояние до ближайшей железнодорожной станции Толмачёво — 21 км.
Деревня находится на левом берегу реки Любанка.

## Демография
| 1838 | 1848 | 1862 | 1885 | 1928 | 1958 | 1997 |
| ---- | ---- | ---- | ---- | ---- | ---- | ---- |
| 297  | →297 | ↘243 | ↗279 | ↗286 | ↘84  | ↘7   |
| 2007 | 2010 | 2017 |      |      |      |      |
| ↘3   | ↗6   | ↘0   |      |      |      |      |

## Улицы
Центральная.